# Teodor Denhoff (podkomorzy koronny)
Teodor Denhoff herbu Dzik (zm. 1684) – dworzanin królewicza polskiego Jana Kazimierza, krajczy wielki litewski w 1656 roku, podstoli wielki litewski 1656 roku, podskarbi nadworny litewski 1658 roku, podkomorzy wielki koronny w 1661 roku, starosta urzędowski, starosta dorpacki, starosta adzelski, starosta dydzki, starosta białowodzki, starosta kampinoski, starosta wiślicki, starosta włodzimierski, ekonom grodzieński w latach 1665-1670. 
Wnuk Ottona Denhoffa, bratanek Teodora Denhoffa, wojewody dorpackiego. Żona Teodora, Katarzyna Denhoffowa, była metresą Jana Kazimierza i posiadała silne wpływy na dworze królewskim jeszcze w czasach Ludwiki Marii Gonzagi. W 1661 roku otrzymał ze skarbu francuskiego 4000, a jego żona 500 liwrów.
Po abdykacji Jana II Kazimierza w 1668 roku, popierał do polskiej korony kandydaturę francuskiego księcia Wielkiego Kondeusza. W 1669 roku był elektorem Michała Korybuta Wiśniowieckiego z ziemi warszawskiej. Elektor Jana III Sobieskiego z województwa inflanckiego w 1674 roku.